# Mollie Steimer
Mollie Steimer (in russo Молли Штеймер?; Dunaïvci, 21 novembre 1897 – Cuernavaca, 23 luglio 1980) è stata un'attivista, scrittrice e fotografa sovietica.
Nata in Russia, emigrò con la sua famiglia negli Stati Uniti d'America a 15 anni d'età e divenne un'anarchica grazie al suo attivismo con i sindacati locali, proponendo una politica pacifista e più permissiva riguardo alla libertà d'espressione.
Venne arrestata nel 1918 per aver stampato e distribuito materiale giornalistico critico nei confronti dell'intervento alleato nella rivoluzione russa, fu dichiarata colpevole di sedizione e condannata a 15 anni in prigione. Nel 1921 venne deportata in Russia, dove conobbe colui che sarebbe stato il suo compagno per il resto della sua vita, l'anarchico Senya Flešin. Per l'opposizione al governo sovietico, le due vennero deportate in Germania nel 1923. Infine, quando Hitler salì al potere, fuggì prima in Francia, poi in Messico, dove visse con il suo amato fino alla fine dei suoi giorni.

## Attivismo

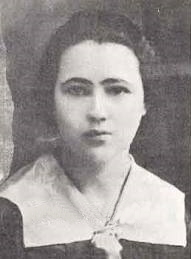

Conobbe i sindacati grazie al suo lavoro in una fabbrica di abbigliamento nel Lower East Side. Si interessò agli scritti di August Bebel, Michail Bakunin, Pëtr Alekseevič Kropotkin ed Emma Goldman. Successivamente conobbe quest'ultima, che la definì una "fervente militante anarchica dalla volontà ferrea e dal cuore tenero".
All'età di 19 anni collaborò con il collettivo clandestino Der Shturm assieme ad altri ebrei anarchici. Dopo una serie di conflitti interni, cambiarono il nome in Frayhayt ("libertà") e pubblicarono un giornale con lo stesso nome.
Gli articoli venivano fatti circolare in segreto per la loro criticità nei confronti del potere costituito. Il motto ufficiale della rivista era una citazione di Henry David Thoreau che recitava il governo migliore non governa nulla (in yiddish: Yene regirung iz di beste, velke regirt in gantsn nit).

## Arresto
Dopo l'intervento alleato in Russia, Steimer e il resto del collettivo criticarono la natura imperialista e contro-rivoluzionaria dell'azione militare, esortando gli americani a partecipare a uno sciopero generale.
Dopo aver lanciato delle copie del loro manifesto dalle finestre degli edifici a Manhattan,Steimer venne arrestata. In risposta alle critiche dell'estrema sinistra per l'intervento in Russia, il presidente Woodrow Wilson si espresse favorevolmente nei confronti dell'attuazione dell'Espionage Act.
Uno dei suoi collaboratori, Jacob Schwartz, morì per le percosse della polizia il 14 ottobre 1918.

## Processo
Ricevette 15 anni da scontare in prigione e una multa di 500 $.
Riuscì a farsi rilasciare su cauzione e in questo periodo di libertà venne arrestata ben sette volte, ma fu sempre rilasciata senza multe.
Il 30 ottobre 1919, fu arrestata e imprigionata a Jefferson City.

## Vita in Russia
Venne deportata in Russia nel 1925 e, subito dopo il suo arrivo, espresse la sua perplessità riguardo alla svolta autoritaria della rivoluzione. Continuò a supportare organizzazioni anarchiche locali, inimicandosi il governo bolscevico.Conobbe Senya Flešin appena uscita di prigione per le sue critiche al regime e diventò sua amante, fondando assieme a lui la Society to Help Anarchist Prisoners per aiutare i compagni anarchici in prigione. Vennero loro stessi imprigionati e, dopo uno sciopero della fame, le autorità sovietiche decisero di deportarli in Germania, dove raggiunsero Emma Goldman e Alexander Berkman a Berlino. Dopo l'ascesa di Hitler, fuggirono a Parigi.

## Esilio in Germania e Francia

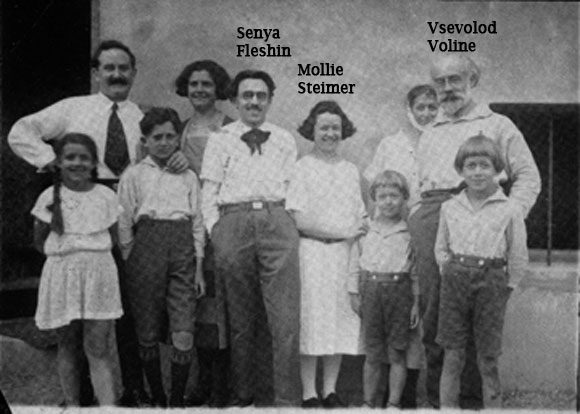
Flešin, Steimer e Volin nel 1930

Da Berlino, inviò due articoli critici verso i risultati della rivoluzione russa al giornale inglese Freedom (On Leaving Russia e Comunisti come carcerieri).
Il 18 maggio 1940 venne fermata dalle autorità francesi e mandata al campo di internamento di Gurs. Rimase lì per sette settimane prima di fuggire con l'aiuto di May Picqueray e altri amicidurante il caotico passaggio di potere nazionale. Si riunì al suo compagno nella Francia non occupata prima di fuggire in Messico.

## Ultimi anni
Si trasferì a Cuernavaca e, assieme a Flešin, diresse uno studio fotografico. Si ritirarono assieme nel 1963. Continuò per tutta la vita a dare voce agli ideali anarchici e inviare lettere a diversi compagni in tutto il mondo.
Morì di infarto il 23 luglio 1980 a casa sua, all'età di 82 anni.